# Glaphyropyga attenuatus
Glaphyropyga attenuatus är en tvåvingeart som beskrevs av Hull 1958. Glaphyropyga attenuatus ingår i släktet Glaphyropyga och familjen rovflugor.
Artens utbredningsområde är Costa Rica. Inga underarter finns listade i Catalogue of Life.